# 日本基督教団高輪教会
高輪教会（たかなわきょうかい）は、東京都港区にある日本基督教団所属の長老派系の教会である。

## 歴史
1882年(明治15年)11月に高輪台町に品川長老教会(現、日本基督教会大井町教会)の支教会が、瀬川浅の講義所を吸収して設立された。日本一致教会台町教会と称した。
品川教会との兼務で、戸田忠厚が初代牧師になった。教会創立後近所に明治学院、頌栄女学校(現、頌栄女子学院)が設立された。2代目牧師には明治学院の教授木村熊二が就任する。
1907年(明治40年)に芝区二本榎町に移転して、高輪教会と改称した。
1917年(大正6年)には明治学院教会が、高輪教会より分離独立して再建され、村田四郎が牧師に就任し、高輪教会より明治学院関係者が家族と共に転会した。
第6代目牧師逢坂元吉郎は大崎に伝道し、三浦徹が牧師になった。桑田秀延や山本秀煌らも伝道を支援した。
現在の礼拝堂は1933年(昭和8年)に建設されたもので、旧帝国ホテルの設計者として有名なフランク・ロイド・ライトの門下であった教会員の岡見健彦の設計による。日本で最初に建てられたライト式建築の会堂として知られ、2004年(平成16年)に(財)東京都歴史文化財団の「東京たてもの百選」に選ばれた。

## 歴代牧師
- 初代:戸田忠厚(1882-1886)
- 第2代:木村熊二(1888-1891)
- 第6代:逢坂元吉郎
- 村田四郎

## 著名な出身者
- 島崎藤村(木村熊二より洗礼を受ける。)